# Cerodontha australis
Cerodontha australis este o specie de muște din genul Cerodontha, familia Agromyzidae, descrisă de Malloch în anul 1925. Conform Catalogue of Life specia Cerodontha australis nu are subspecii cunoscute.